# Język kurudu
Język kurudu, także myobo – język austronezyjski używany w prowincji Papua w Indonezji, m.in. na wyspie Kurudu. Według danych z 1993 r. posługiwało się nim wówczas 2180 osób.
W 1961 r. do obszaru tego języka zaliczono dwie wsie na wyspie Kurudu: Kurudu i Kaipuri, między którymi występują niewielkie różnice dialektalne. W publikacji Peta Bahasa odnotowano, że jego użytkownicy zamieszkują następujące miejscowości: Kororompui, Dorei Amini, Kurudu, Andesaria, Krindi, Poiwai.
W wyniku analizy słownictwa stwierdzono, że języki kurudu i wabo wykazują 71% podobieństwa leksykalnego. W kurudu występują wpływy języka biak, który rozpowszechnił się wśród ludności wyspy.
Kurudu wykorzystuje piątkowo-dwudziestkowy system liczbowy.
Uchodzi za zagrożony wymarciem. Nie wykształcił piśmiennictwa.